# Ramin Ott
Ramin Ott, né le 22 juin 1986, est un joueur de football samoan-américain.
Il est le meilleur buteur de l’histoire des Samoa américaines (3 buts).
Il est surnommé Min du fait de ses origines allemandes.

## Carrière

### En club
Ott joue de 2000 à 2008 au sein du Konica Machine FC, club champion des Samoa américaines dont il est nommé "Joueur de la saison" en 2007. 
Il signe l'année suivante avec le club néo-zélandais de Bay Olympic et devient ainsi le troisième joueur samoan-américain après Nicky Salapu et Rawleston Masaniai à évoluer en dehors de son pays.

### Internationale
Ott commence sa carrière internationale chez les moins de 17 ans lors des qualifications pour la Coupe du monde de football des moins de 17 ans 2003 ; il marque notamment un but lors de la défaite face au Samoa (1-3). Il marque également face aux îles Cook, le match se termine sur un score nul (1-1) qui offre leur premier point aux Samoa américaines.
Peu de temps après, en 2003, il commence sa carrière chez les seniors lors des qualifications pour les Jeux olympiques d'été de 2004. En 2007, Ott inscrit le premier but de l'histoire des Samoa américaines au cours de la défaite (12-1) face aux îles Salomon,.
| #                                     | Date                                  | Compétition                           | Lieu                                  | Adversaire                            | Score                                 | But(s) |
| ------------------------------------- | ------------------------------------- | ------------------------------------- | ------------------------------------- | ------------------------------------- | ------------------------------------- | ------ |
| 1                                     | 10 mai 2004                           | Qualifications Coupe du monde 2006    | National Soccer Stadium (Samoa)       | Samoa                                 | 4-0                                   | 0      |
| 2                                     | 12 mai 2004                           | Qualifications Coupe du monde 2006    | National Soccer Stadium (Samoa)       | Vanuatu                               | 9-1                                   | 0      |
| 3                                     | 15 mai 2004                           | Qualifications Coupe du monde 2006    | National Soccer Stadium (Samoa)       | Fidji                                 | 11-0                                  | 0      |
| 4                                     | 17 mai 2004                           | Qualifications Coupe du monde 2006    | National Soccer Stadium (Samoa)       | Papouasie-Nouvelle-Guinée             | 10-0                                  | 0      |
| 5                                     | 25 août 2007                          | Qualifications Coupe du monde 2010    | National Soccer Stadium (Samoa)       | îles Salomon                          | 12-1                                  | 1      |
| 6                                     | 27 août 2007                          | Qualifications Coupe du monde 2010    | National Soccer Stadium (Samoa)       | Samoa                                 | 7-0                                   | 0      |
| 7                                     | 29 août 2007                          | Qualifications Coupe du monde 2010    | National Soccer Stadium (Samoa)       | Vanuatu                               | 15-0                                  | 0      |
| 8                                     | 1er septembre 2007                    | Qualifications Coupe du monde 2010    | National Soccer Stadium (Samoa)       | Iles Tonga                            | 4-0                                   | 0      |
| Total en équipe des Samoa Américaines | Total en équipe des Samoa Américaines | Total en équipe des Samoa Américaines | Total en équipe des Samoa Américaines | Total en équipe des Samoa Américaines | Total en équipe des Samoa Américaines | 1      |